# Marktplatz 4 (Reichelsheim)

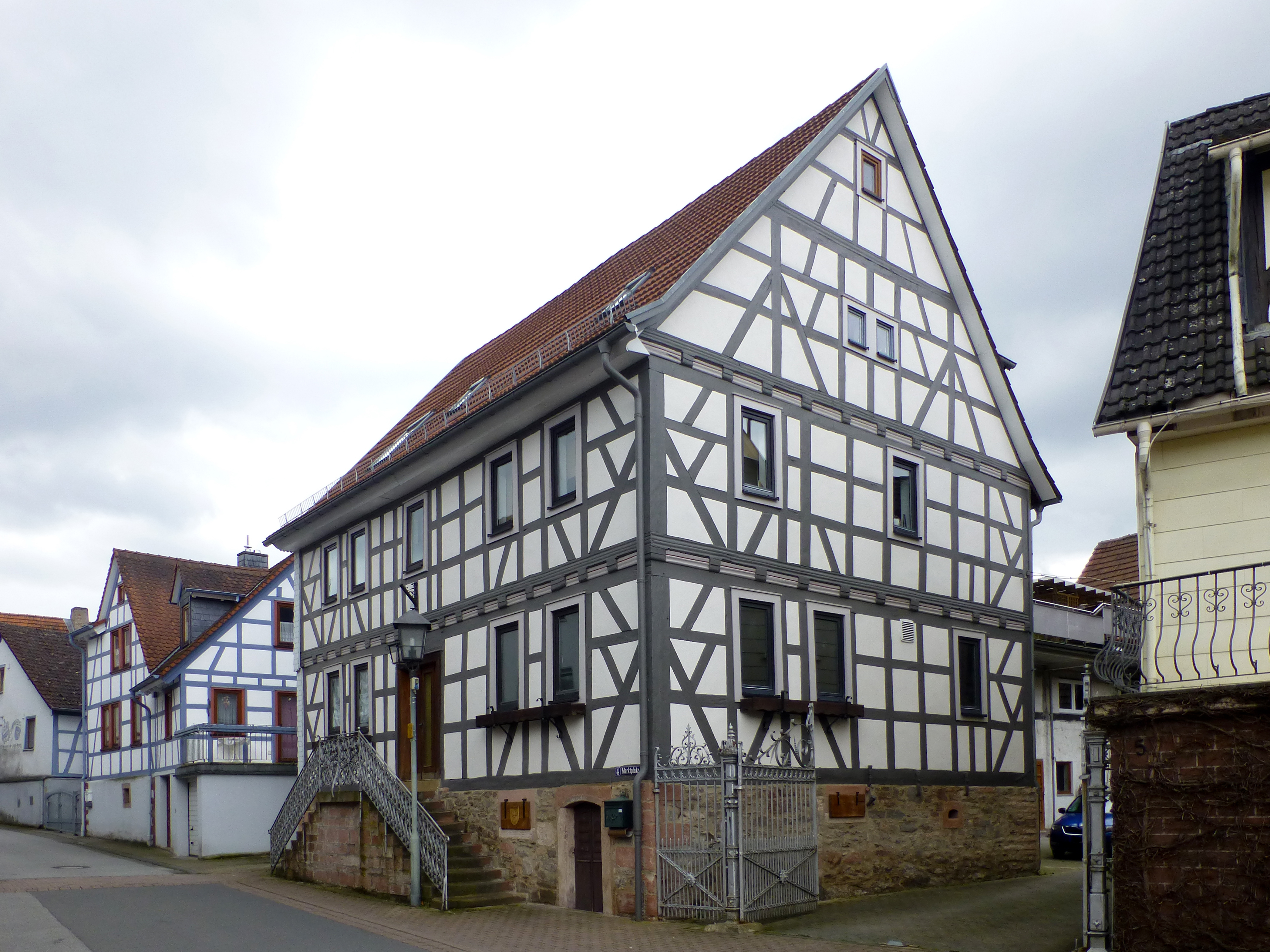
Marktplatz 4 in Pfaffen-Beerfurth

Marktplatz 4 ist ein denkmalgeschütztes Anwesen in Reichelsheim-Beerfurth.
Das Gebäude auf Flurstück 43/2 ist ein traufständiges zweigeschossiges Fachwerkhaus auf massivem Kellersockel und mit zweiläufiger Freitreppe in den Marktplatz beherrschender Lage. Im Gebäude befand sich einst das Gasthaus „Zum Goldenen Pflug“. Die schmiedeeisernen Torflügel und Treppengeländer stammen noch aus dem 19. Jahrhundert.